# City Burials
City Burials jedanaesti je studijski album švedskog rock sastava Katatonia. Diskografska kuća Peaceville Records objavila ga je 24. travnja 2020. godine. Uradak je stilski i dalje utemeljen na progresivnom rocku prijašnjih albuma, no prisutni su i elementi metal glazbe s ranijih albuma. Objavljena su tri singla za pjesme na albumu: "Lacquer", "Behind the Blood" i "The Winter of Our Passing".

## Pozadina
City Burials prvi je album grupe nakon četiri godine, nakon albuma The Fall of Hearts iz 2016. i jednogodišnje obustave rada koja je započela 2018. godine. Zbog toga što je Öjersson završio u bolnici zbog ozbiljne ozljede leđa krajem 2017. i zbog brojnih neobjašnjenih problema grupa je odlučila privremeno obustaviti rad i "procijeniti što joj nosi budućnost". U veljači 2019. godine sastav je najavio svoj povratak, a godinu dana kasnije objavio je prvi singl s novog albuma, "Lacquer".
O privremenoj obustavi rada pjevač Jonas Renkse izjavio je: "Smatrali smo da trebamo napuniti baterije i sagledati neke stvari. Bili smo na dugotrajnim turnejama i na kraju svega toga, tijekom posljednjih nekoliko nastupa, mislim da smo svi shvatili da nam je dosta toga što toliko dugo nismo kod kuće. Bilo je mnogo razloga zbog kojih smo se odlučili na takav korak, ali na koncu konca vrlo je zdravo procijeniti što zapravo želiš i odmoriti se na neko vrijeme."

## Objava i promidžba
Album je objavljen 24. travnja 2020. godine. Datum objave najavljen je 30. siječnja, kad je i objavljen prvi singl "Lacquer". Objavljena su još dva singla, kao i njihovi popratni glazbeni spotovi: "Behind the Blood" objavljen je 19. ožujka, a "The Winter of Our Passing" 22. travnja. Glazbeni spot za "The Winter of Our Passing" animirao je Costin Chiroeanu. Jonas Renkse komentirao je: "Napuštanje nečega što je nekoć značilo mnogo, a sada je samo još jedan gubitak. Poklonimo se plamenu koji smo ostavili. Hvala vam na slušanju."

## Recenzije
City Burials dobio je pozitivne kritike. AllMusicov recenzent Thom Jurek dodijelio mu je četiri zvjezdice od njih pet i izjavio: "City Burials nije metamorfoza, ali u određenim trenutcima ponovno se vraća čeličnoj dinamici heavy metala. Uz izvrsne pjesme i najbolje Renkseove vokalne dionice u njegovoj karijeri Katatonia ostaje energična, životna i kreativna u trećem desetljeću postojanja." Johnny Sharp iz Louder Sounda (Metal Hammer) napisao je recenziju bez ocjene u kojoj je detaljno analizirao brojne pjesme; izjavio je: "Na "Heart Set to Divideu" prisutan je taj emocijama nabijeni raskošni prog koji raste polako, nešto što Katatonia tijekom svoje karijere sve više usavršava nakon što je evoluirala iz močavara doom metala iz ranih 1990-ih. Međutim, dobivamo i podsjetnik da u starosti nisu izgubili zube – "Behind the Blood" urla visceralnom silom, a umotana je u pucketajuće, kinetičko sviranje (relativno) novog momka Rogera Öjerssona. Intenzivnost te pjesme dodatno podiže vjetru izložen tragični heroj refrena, koji završava pjesmu dramatičnim priznanjem, ‘Osjećam kako mi probadaš srce’ ('I can feel you piercing my heart')."

## Popis pjesama
Tekstovi i glazba: Jonas Renkse. 
| 1.    | »Heart Set to Divide«       | 5:29 |
| 2.    | »Behind the Blood«          | 4:37 |
| 3.    | »Lacquer«                   | 4:42 |
| 4.    | »Rein«                      | 4:28 |
| 5.    | »The Winter of Our Passing« | 3:18 |
| 6.    | »Vanishers«                 | 5:07 |
| 7.    | »City Glaciers«             | 5:42 |
| 8.    | »Flicker«                   | 4:45 |
| 9.    | »Lachesis«                  | 1:54 |
| 10.   | »Neon Epitaph«              | 4:32 |
| 11.   | »Untrodden«                 | 4:29 |
| 49:03 |                             |      |

| Bonus pjesme na deluxe inačici | Bonus pjesme na deluxe inačici                    | Bonus pjesme na deluxe inačici | Bonus pjesme na deluxe inačici | Bonus pjesme na deluxe inačici | Bonus pjesme na deluxe inačici | Bonus pjesme na deluxe inačici | Bonus pjesme na deluxe inačici | Bonus pjesme na deluxe inačici | Bonus pjesme na deluxe inačici |
| Br.                            | Skladba                                           | Trajanje                       |                                |                                |                                |                                |                                |                                |                                |
| ------------------------------ | ------------------------------------------------- | ------------------------------ | ------------------------------ | ------------------------------ | ------------------------------ | ------------------------------ | ------------------------------ | ------------------------------ | ------------------------------ |
| 12.                            | »Closing of the Sky«                              | 5:26                           |                                |                                |                                |                                |                                |                                |                                |
| 13.                            | »Fighters« (obrada pjesme sastava Enter the Hunt) | 3:37                           |                                |                                |                                |                                |                                |                                |                                |
| 58:06                          |                                                   |                                |                                |                                |                                |                                |                                |                                |                                |

## Zasluge
| Katatonia - Anders Nyström – gitara, produkcija, umjetnički direktor - Jonas Renkse – vokali, produkcija, umjetnički direktor - Niklas Sandin – bas-gitara - Daniel Moilanen – bubnjevi - Roger Öjersson – gitara Dodatni glazbenici - Anders Eriksson – klavijature, programiranje, uređivanje - Joakim Karlsson – programiranje bubnjeva (na pjesmi "Lacquer") - Anni Bernhard – vokali (na pjesmi "Vanishers") | Ostalo osoblje - Lasse Hoile – fotografija - Karl Daniel Lidén – tonska obrada - Jacob Hansen – miksanje, masteriranje - Ester Segarra – fotografija - Beech – ilustracije, dizajn |

## Ljestvice
| Ljestvica (2020.) | Najviša Pozicija |
| ----------------- | ---------------- |
| Austrija          | 10.              |
| Finska            | 5.               |
| Mađarska          | 8.               |
| Nizozemska        | 41.              |
| Njemačka          | 6.               |
| Poljska           | 3.               |
| Švicarska         | 12.              |